# Screen Actors Guild Award for Outstanding Performance by a Cast in a Motion Picture
Screen Actors Guild Award for Outstanding Performance by a Cast in a Motion Picture er en award, som uddeles af Screen Actors Guild for at ære for det bedste skuespiller-cast i en film.

## Vindere og nominerede

### 1990'erne
1995 –  Apollo 13 – Kevin Bacon, Tom Hanks, Ed Harris, Bill Paxton, Kathleen Quinlan, Gary Sinise
- Sense and Sensibility – Emma Thompson, Kate Winslet, Hugh Grant, Alan Rickman, Imelda Staunton, Tom Wilkinson, Hugh Laurie, Elizabeth Spriggs
- Nixon – Anthony Hopkins, Joan Allen, Ed Harris, Bob Hoskins, James Woods
- Get Shorty – John Travolta, Gene Hackman, Rene Russo, Danny DeVito, James Gandolfini
- How to Make an American Quilt – Winona Ryder, Anne Bancroft, Ellen Burstyn, Kate Nelligan, Kate Capshaw

1996 – The Birdcage – Robin Williams, Gene Hackman, Nathan Lane, Dianne Weist, Hank Azaria, Christine Baranski, Dan Futterman
- Den engelske patient – Ralph Fienne, Juliette Binoche, Willem Dafoe, Kristin Scott Thomas, Naveen Andrews, Colin Firth, Julian Wadham, Jürgen Prochnow
- Marvin's Room – Meryl Streep, Leonardo DiCaprio, Diane Keaton, Robert De Niro, Hume Cronyn, Gwen Verdon, Hal Scardino, Dan Hedaya
- Shine – Armin Mueller-Stahl, Noah Taylor, Geoffrey Rush, Lynn Redgrave, Googie Withers, John Gielgud
- Sling Blade – Billy Bob Thornton, Dwight Yoakum, J.T. Walsh, John Ritter, Lucas Black, Natalie Canerday, Robert Duvall

1997 – The Full Monty – Mark Addy, Paul Barber, Robert Carlyle, Deirdre Costello, Steve Huison, Bruce Jones, Lesley Sharp, William Snape, Hugo Speer, Tom Wilkinson, Emily Woof
- Boogie Nights – Don Cheadle, Heather Graham, Luis Guzmán, Philip Baker Hall, Philip Seymour Hoffman, Thomas Jane, Ricky Jay, William H. Macy, Alfred Molina, Julianne Moore, Nicole Ari Parker, John C. Reilly, Burt Reynolds, Robert Ridgely, Mark Wahlberg, Melora Walters
- Good Will Hunting – Ben Affleck, Matt Damon, Minnie Driver, Stellan Skarsgård, Robin Williams
- L.A. Confidential – Kim Basinger, James Cromwell, Russell Crowe, Danny DeVito, Guy Pearce, Kevin Spacey, David Strathairn
- Titanic – Suzy Amis, Kathy Bates, Leonardo DiCaprio, Frances Fisher, Victor Garber, Bernard Hill, Jonathan Hyde, Bill Paxton, Gloria Stuart, David Warner, Kate Winslet, Billy Zane, Danny Nucci, Bernard Fox

1998 – Shakespeare in Love – Ben Affleck, Simon Callow, Jim Carter, Martin Clunes, Judi Dench, Joseph Fiennes, Colin Firth, Gwyneth Paltrow, Geoffrey Rush, Antony Sher, Imelda Staunton, Tom Wilkinson, Mark Williams
- Livet er smukt – Roberto Benigni, Nicoletta Braschi, Horst Buchholz, Sergio Bini Bustric, Giorgio Cantarini, Giustino Durano, Amerigo Fontani, Giuliana Lojodice, Marisa Paredes
- Little Voice – Annette Badland, Brenda Blethyn, Jim Broadbent, Michael Caine, Jane Horrocks, Philip Jackson, Ewan McGregor
- Saving Private Ryan – Edward Burns, Matt Damon, Jeremy Davies, Vin Diesel, Adam Goldberg, Tom Hanks, Barry Pepper, Giovanni Ribisi, Tom Sizemore
- Waking Ned Devine – Ian Bannen, Fionnula Flanagan, David Kelly, Susan Lynch, James Nesbitt

1999 – American Beauty – Annette Bening, Wes Bentley, Thora Birch, Chris Cooper, Peter Gallagher, Allison Janney, Kevin Spacey, Mena Suvari
- Being John Malkovich – Orson Bean, John Cusack, Cameron Diaz, Catherine Keener, John Malkovich, Mary Kay Place, Charlie Sheen
- The Cider House Rules – Jane Alexander, Erykah Badu, Kathy Baker, Michael Caine, Kieran Culkin, Delroy Lindo, Tobey Maguire, Kate Nelligan, Paul Rudd, Charlize Theron
- The Green Mile – Patricia Clarkson, James Cromwell, Jeffrey DeMunn, Michael Clarke Duncan, Graham Greene, Tom Hanks, Bonnie Hunt, Doug Hutchison, Michael Jeter, David Morse, Barry Pepper, Sam Rockwell, Harry Dean Stanton
- Magnolia – Jeremy Blackman, Tom Cruise, Melinda Dillon, April Grace, Luis Guzmán, Philip Baker Hall, Philip Seymour Hoffman, Ricky Jay, William H. Macy, Alfred Molina, Julianne Moore, John C. Reilly, Jason Robards, Melora Walters

### 2000'erne
2000 – Traffic – Steven Bauer, Benjamin Bratt, James Brolin, Don Cheadle, Erika Christensen, Clifton Collins Jr., Benicio del Toro, Michael Douglas, Miguel Ferrer, Albert Finney, Topher Grace, Luis Guzmán, Amy Irving, Tomas Milian, D. W. Moffett, Dennis Quaid, Peter Riegert, Jacob Vargas, Catherine Zeta-Jones
- Almost Famous – Fairuza Balk, Billy Crudup, Patrick Fugit, Philip Seymour Hoffman, Kate Hudson, Jason Lee, Frances McDormand, Anna Paquin, Noah Taylor
- Billy Elliot – Jamie Bell, Jamie Draven, Gary Lewis, Julie Walters
- Chocolat – Juliette Binoche, Leslie Caron, Judi Dench, Johnny Depp, Alfred Molina, Carrie-Anne Moss, Hugh O'Conor, Lena Olin, Peter Stormare, John Wood
- Gladiator – Russell Crowe, Richard Harris, Djimon Hounsou, Derek Jacobi, Connie Nielsen, Joaquin Phoenix, Oliver Reed

2001 –  Gosford Park  – Eileen Atkins, Bob Balaban, Alan Bates, Charles Dance, Stephen Fry, Michael Gambon, Richard E. Grant, Tom Hollander, Derek Jacobi, Kelly Macdonald, Helen Mirren, Jeremy Northam, Clive Owen, Ryan Phillippe, Kristin Scott Thomas, Maggie Smith, Geraldine Somerville, Sophie Thompson, Emily Watson, James Wilby
- A Beautiful Mind – Paul Bettany, Jennifer Connelly, Russell Crowe, Adam Goldberg, Ed Harris, Judd Hirsch, Josh Lucas, Austin Pendleton, Christopher Plummer, Anthony Rapp, Jason Gray-Stanford
- In the Bedroom – William Mapother, Sissy Spacek, Nick Stahl, Marisa Tomei, Celia Weston, Tom Wilkinson, William Wise,
- Ringenes Herre - Eventyret om Ringen – Sean Astin, Sean Bean, Cate Blanchett, Orlando Bloom, Billy Boyd, Ian Holm, Christopher Lee, Ian McKellen, Dominic Monaghan, Viggo Mortensen, John Rhys-Davies, Andy Serkis, Liv Tyler, Hugo Weaving, Elijah Wood
- Moulin Rouge! – Jim Broadbent, Nicole Kidman, John Leguizamo, Ewan McGregor, Richard Roxburgh

2002 – Chicago – Christine Baranski, Ekaterina Chtchelkanova, Taye Diggs, Denise Faye, Colm Feore, Richard Gere, Deidre Goodwin, Mya, Lucy Liu, Queen Latifah, Susan Misner, John C. Reilly, Dominic West, Renée Zellweger, Catherine Zeta-Jones
- Adaptation – Nicolas Cage, Chris Cooper, Brian Cox, Cara Seymour, Meryl Streep, Tilda Swinton
- The Hours – Toni Collette, Claire Danes, Jeff Daniels, Stephen Dillane, Ed Harris, Allison Janney, Nicole Kidman, Julianne Moore, John C. Reilly, Miranda Richardson, Meryl Streep
- Ringenes Herre - De to Tårne – Sean Astin, Cate Blanchett, Orlando Bloom, Billy Boyd, Brad Dourif, Bernard Hill, Christopher Lee, Ian McKellen, Dominic Monaghan, Viggo Mortensen, Miranda Otto, John Rhys-Davies, Andy Serkis, Liv Tyler, Hugo Weaving, Elijah Wood
- My Big Fat Greek Wedding – Gia Carides, Michael Constantine, John Corbett, Joey Fatone, Lainie Kazan, Andrea Martin, Nia Vardalos

2003 – Ringenes Herre - Kongen vender tilbage – Sean Astin, Sean Bean, Cate Blanchett, Orlando Bloom, Billy Boyd, Brad Dourif, Bernard Hill, Christopher Lee, Ian McKellen, Dominic Monaghan, Viggo Mortensen, John Noble, Miranda Otto, John Rhys-Davies, Andy Serkis, Liv Tyler, Karl Urban, Hugo Weaving, David Wenham, Elijah Wood
- In America – Emma Bolger, Sarah Bolger, Paddy Considine, Djimon Hounsou, Samantha Morton
- Mystic River – Kevin Bacon, Laurence Fishburne, Marcia Gay Harden, Laura Linney, Sean Penn, Tim Robbins
- Seabiscuit – Elizabeth Banks, Jeff Bridges, Chris Cooper, William H. Macy, Tobey Maguire, Gary Stevens
- The Station Agent – Paul Benjamin, Bobby Cannavale, Patricia Clarkson, Peter Dinklage, Raven Goodwin, Michelle Williams

2004 – Sideways – Thomas Haden Church, Paul Giamatti, Virginia Madsen, Sandra Oh
- The Aviator – Alan Alda, Alec Baldwin, Kate Beckinsale, Cate Blanchett, Leonardo DiCaprio, Ian Holm, Danny Huston, Jude Law, John C. Reilly, Gwen Stefani
- Finding Neverland – Julie Christie, Johnny Depp, Freddie Highmore, Dustin Hoffman, Radha Mitchell, Joe Prospero, Nick Roud, Luke Spill, Kate Winslet
- Hotel Rwanda – Don Cheadle, Nick Nolte, Sophie Okonedo, Joaquin Phoenix
- Million Dollar Baby – Clint Eastwood, Morgan Freeman, Hilary Swank
- Ray – Aunjanue Ellis, Jamie Foxx, Terrence Howard, Regina King, Harry J. Lennix, Clifton Powell, Larenz Tate, Kerry Washington

2005 – Crash – Ludacris, Sandra Bullock, Don Cheadle, Matt Dillon, Jennifer Esposito, Brendan Fraser, Terrence Howard, Thandie Newton, Ryan Phillippe, Larenz Tate
- Brokeback Mountain – Linda Cardellini, Anna Faris, Jake Gyllenhaal, Anne Hathaway, Heath Ledger, Randy Quaid, Michelle Williams
- Capote – Bob Balaban, Clifton Collins Jr., Chris Cooper, Bruce Greenwood, Philip Seymour Hoffman, Catherine Keener, Mark Pellegrino
- Good Night, and Good Luck – Rose Abdoo, Alex Borstein, Robert John Burke, Patricia Clarkson, George Clooney, Jeff Daniels, Reed Diamond, Tate Donovan, Robert Downey Jr., Grant Heslov, Peter Jacobson, Frank Langella, Thomas McCarthy, Dianne Reeves, Matt Ross, David Strathairn, Ray Wise
- Hustle & Flow – Anthony Anderson, Ludacris, Isaac Hayes, Taraji P. Henson, Terrence Howard, Taryn Manning, Elise Neal, Paula Jai Parker, DJ Qualls

2006 – Little Miss Sunshine – Alan Arkin, Abigail Breslin, Steve Carell, Toni Collette, Paul Dano, Greg Kinnear
- Babel – Adriana Barraza, Cate Blanchett, Gael García Bernal, Rinko Kikuchi, Brad Pitt, Kôji Yakusho
- Bobby – Harry Belafonte, Joy Bryant, Nick Cannon, Emilio Estevez, Laurence Fishburne, Brian Geraghty, Heather Graham, Anthony Hopkins, Helen Hunt, Joshua Jackson, David Krumholtz, Ashton Kutcher, Shia LaBeouf, Lindsay Lohan, William H. Macy, Svetlana Metkina, Demi Moore, Freddy Rodriguez, Martin Sheen, Christian Slater, Sharon Stone, Jacob Vargas, Mary Elizabeth Winstead, Elijah Wood
- The Departed – Anthony Anderson, Alec Baldwin, Matt Damon, Leonardo DiCaprio, Vera Farmiga, Jack Nicholson, Martin Sheen, Mark Wahlberg, Ray Winstone
- Dreamgirls – Hinton Battle, Jamie Foxx, Danny Glover, Jennifer Hudson, Beyoncé Knowles, Sharon Leal, Eddie Murphy, Keith Robinson, Anika Noni Rose

2007 – No Country for Old Men – Javier Bardem, Josh Brolin, Garret Dillahunt, Tess Harper, Woody Harrelson, Tommy Lee Jones, Kelly Macdonald
- 3:10 to Yuma – Christian Bale, Russell Crowe, Peter Fonda, Ben Foster, Logan Lerman, Gretchen Mol, Dallas Roberts, Vinessa Shaw, Alan Tudyk
- American Gangster – Armand Assante, Josh Brolin, Russell Crowe, Ruby Dee, Chiwetel Ejiofor, Idris Elba, Cuba Gooding, Jr., Carla Gugino, John Hawkes, Ted Levine, Joe Morton, Lymari Nadal, RZA, Yul Vasquez, Denzel Washington
- Hairspray – Nikki Blonsky, Amanda Bynes, Christopher Walken, James Marsden, Brittany Snow, Zac Efron, John Travolta, Allison Janney, Michelle Pfeiffer, Queen Latifah, Elijah Kelley, Taylor Parks, Paul Dooley, Jerry Stiller
- Into the Wild – Brian Dierker, Marcia Gay Harden, Emile Hirsch, Hal Holbrook, William Hurt, Catherine Keener, Jena Malone, Kristen Stewart, Vince Vaughn

2008 – Slumdog Millionaire – Rubina Ali, Tanay Hemant Chheda, Ashutosh Lobo Gajiwala, Azharuddin Mohammed Ismail, Anil Kapoor, Irrfan Khan, Ayush Mahesh Khedekar, Tanvi Ganesh Lonkar, Madhur Mittal, Dev Patel, Freida Pinto
- The Curious Case of Benjamin Button – Mahershalalhashbaz Ali, Cate Blanchett, Jason Flemyng, Jared Harris, Taraji P. Henson, Elias Koteas, Julia Ormond, Brad Pitt, Phyllis Somerville, Tilda Swinton
- Doubt – Amy Adams, Viola Davis, Philip Seymour Hoffman, Meryl Streep
- Frost/Nixon – Kevin Bacon, Rebecca Hall, Toby Jones, Frank Langella, Matthew MacFadyen, Oliver Platt, Sam Rockwell, Michael Sheen
- Milk – Josh Brolin, Joseph Cross, James Franco, Victor Garber, Emile Hirsch, Diego Luna, Denis O'Hare, Sean Penn, Alison Pill

2009 – Inglourious Basterds – Daniel Brühl, August Diehl, Julie Dreyfus, Omar Doom, Michael Fassbender, Sylvester Groth, Jacky Ido, Diane Kruger, Mélanie Laurent, Denis Menochet, Mike Myers, B.J. Novak, Brad Pitt, Eli Roth, Til Schweiger, Rod Taylor, Christoph Waltz, Martin Wuttke
- An Education – Dominic Cooper, Alfred Molina, Carey Mulligan, Rosamund Pike, Peter Sarsgaard, Emma Thompson, Olivia Williams
- The Hurt Locker – Christian Camargo, Brian Geraghty, Evangeline Lilly, Anthony Mackie, Jeremy Renner
- Nine – Daniel Day-Lewis, Marion Cotillard, Penélope Cruz, Judi Dench, Fergie, Kate Hudson, Nicole Kidman, Sophia Loren
- Precious – Mariah Carey, Lenny Kravitz, Mo'nique, Paula Patton, Sherri Shepherd, Gabourey Sidibe

### 2010'erne
2010 – Kongens store tale med Anthony Andrews, Helena Bonham Carter, Jennifer Ehle, Colin Firth, Michael Gambon, Derek Jacobi, Guy Pearce, Geoffrey Rush, Timothy Spall 
- Black Swan med Vincent Cassel, Barbara Hershey, Mila Kunis, Natalie Portman, Winona Ryder
- The Fighter med Amy Adams, Christian Bale, Melissa Leo, Jack McGee, Mark Wahlberg
- The Kids Are All Right med Annette Bening, Josh Hutcherson, Julianne Moore, Mark Ruffalo, Mia Wasikowska
- The Social Network med Jesse Eisenberg, Andrew Garfield, Armie Hammer, Max Minghella, Josh Pence, Justin Timberlake

2011 – Niceville – Jessica Chastain, Viola Davis, Bryce Dallas Howard, Allison Janney, Chris Lowell, Ahna O'Reilly, Sissy Spacek, Octavia Spencer, Mary Steenburgen, Emma Stone, Cicely Tyson og Mike Vogel
- The Artist

Bérénice Bejo, James Cromwell, Jean Dujardin, John Goodman og Penelope Ann Miller
- Brudepiger

Rose Byrne, Jill Clayburgh, Ellie Kemper, Matt Lucas, Melissa McCarthy, Wendi McLendon-Covey, Chris O'Dowd, Maya Rudolph og Kristen Wiig
- The Descendants

Beau Bridges, George Clooney, Robert Forster, Judy Greer, Matthew Lillard og Shailene Woodley
- Midnight in Paris

Kathy Bates, Adrien Brody, Carla Bruni, Marion Cotillard, Rachel McAdams, Michael Sheen og Owen Wilson